# Partido para o Desenvolvimento de Moçambique
O Partido Para o Desenvolvimento de Moçambique, também conhecida por seu acrônimo PDM, é um partido político oficialmente fundado em Niassa (inicialmente como Partido dos Antigos Combatentes), com o objectivo de lutar pelos direitos desta classe que se sentia injustiçado principalmente com as suas pensões. 
Hoje o Partido PDM, tornou-se um partido para todos moçambicanos com o principal destaque para a Camada Juvenil.
O primeiro presidente do partido é o Sr.Mariano Ernesto Ussene, um antigo combatente da luta na guerra dos 16 anos, Mariano Lutava do lado da FRELIMO.
O Partido conta neste Momento com representações em Niassa, Nampula, Maputo cidade, Cidade da Matola, Moamba, Vila da Manhiça e Namaacha.
Neste momento o PDM, prepara-se para concorrer as Eleições autárquicas de 10 de Outubro de 2018, nas Cidades de Maputo, Matola e Cuamba.

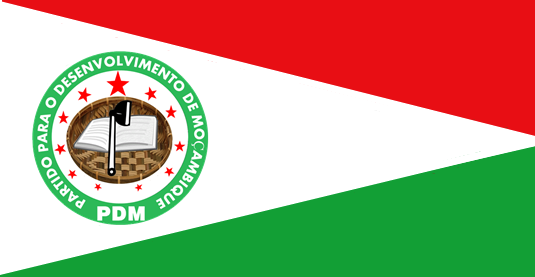
Bandeira do Partido [https://www.facebook.com/partidoPDM/ PDM

## Cronologia
| 2013 | 2014 | Idealização do Partido                 |                                       |
| ---- | ---- | -------------------------------------- | ------------------------------------- |
| 2015 | 2016 | convocação dos membros                 | criação dos estatutos do Partido      |
| 2017 |      | Registo do Partido                     | br - n.º 38 iii serie - 2017          |
| 2018 |      | O PDM concorre as eleições Autárquicas | 5a eleições autárquicas em Moçambique |

## Eleições Autárquicas

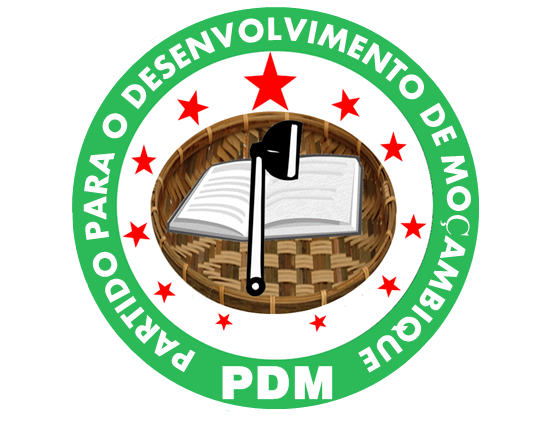
Logótipo do Partido PDM

2018. Matola, Maputo e Cuamba